# Zentrale Filmbibliothek
Die Zentrale Filmbibliothek (ZFB) war die wissenschaftliche Fachbibliothek zum Thema Film in der Deutschen Demokratischen Republik.
Am 15. September 1961 wurde sie auf Veranlassung des Club der Filmschaffenden der DDR gegründet. Sie sollte vor allem für die filmwissenschaftliche Forschung zuständig sein.
Bei der Eröffnung zählte die Bibliothek ca. 5000 Bände. In ihr befanden sich die geretteten Exemplare aus den Beständen der Bibliothek der Ufa-Lehrschau. Dazu kamen die Bestände der Theaterbibliothek des Künstlerclubs „Die Möwe“.
Bis 1993 wuchs der Bestand auf ca. 28.000 Bände. Er umfasste (fast) die gesamte Film- und Fernsehliteratur der DDR, darunter auch der überwiegende Teil der DEFA-Drehbücher.
Die Zentrale Filmbibliothek war in den 32 Jahren ihres Bestehens verschiedenen Stellen untergeordnet:
- 1961–1962 Vereinigung Volkseigener Betriebe Film
- 1963–1979 Institut für Filmwissenschaft
- 1970–1993 Hochschule für Film und Fernsehen Potsdam.

Nach der Kündigung des Mietvertrages im Jahre 1991 durch das DEFA-Dokumentarfilmstudio fand die ZFB eine Interimsunterkunft in der Außenstelle des Bundesministerium des Innern (BMI) / Außenstelle Berlin am Molkenmarkt 1–3. Im Jahre 1993 holte die Hochschule für Film und Fernsehen Potsdam die ZFB nach Potsdam-Babelsberg. Die Bestände wurden mit denen der HFF Hochschulbibliothek vereint.